# 中發展控股
中發展控股有限公司，簡稱中發展控股（英語：Zhong Fa Zhan Holdings Limited，港交所：0475），是香港交易所的一家上市公司，在2012年3月1日，由億鑽珠寶控股有限公司換取上市而來。
公司成立于2006年8月25日。2007年4月在香港联交所主板上市。主要从事珠宝产品的设计、制造及批发。
現時除了經營珠寶加工外，還經營多元投資業務，總部位於香港湾仔告士打道178号华懋世纪广场22楼2202室。主席為吴浩。